# Гуардьяльф'єра
Гуардьяльфьєра, Ґуардьяльфьєра (італ. Guardialfiera) — муніципалітет в Італії, у регіоні Молізе,  провінція Кампобассо.
Гуардьяльфьєра розташована на відстані близько 195 км на схід від Рима, 29 км на північний схід від Кампобассо.
Населення — 1075 осіб (2014).
Щорічний фестиваль відбувається 1 червня. Покровитель — san Gaudenzio.

## Демографія
Населення за роками:

Станом на 1 січня 2023 року в муніципалітеті офіційно проживало 57 іноземців з 15 країн, серед них 36 громадян країн Євросоюзу та 5 громадян України.

## Сусідні муніципалітети
- Аккуавіва-Коллекроче
- Казакаленда
- Кастельмауро
- Чівітакампомарано
- Ларино
- Лупара
- Палата